# Sauvain
Sauvain település Franciaországban, Loire megyében. Lakosainak száma 373 fő (2022. január 1.). Sauvain Job, Chalmazel-Jeansagnière, Saint-Bonnet-le-Courreau és Saint-Georges-en-Couzan községekkel határos.

## Népesség
A település népessége az elmúlt években az alábbi módon változott:
| Lakosok száma | 611  | 507  | 445  | 413  | 379  | 379  | 380  | 377  | 373  | 373  |
|               | 1968 | 1982 | 1990 | 2006 | 2013 | 2015 | 2017 | 2019 | 2020 | 2022 |